# Planococcus
Planococcus är ett släkte av insekter som beskrevs av Ferris 1950. Planococcus ingår i familjen ullsköldlöss.

## Dottertaxa tillPlanococcus, i alfabetisk ordning[1][2]
- Planococcus aemulor
- Planococcus aphelus
- Planococcus boafoensis
- Planococcus citri
- Planococcus dendrobii
- Planococcus dioscoreae
- Planococcus dorsospinosus
- Planococcus dubius
- Planococcus epulus
- Planococcus ficus
- Planococcus flagellatus
- Planococcus fungicola
- Planococcus furcisetosus
- Planococcus halli
- Planococcus hosnyi
- Planococcus hospitus
- Planococcus indicus
- Planococcus japonicus
- Planococcus kenyae
- Planococcus kraunhiae
- Planococcus lilacinus
- Planococcus litchi
- Planococcus mali
- Planococcus martini
- Planococcus minor
- Planococcus musae
- Planococcus nigritulus
- Planococcus orchidi
- Planococcus philippinensis
- Planococcus planococcoides
- Planococcus principe
- Planococcus psidii
- Planococcus radicum
- Planococcus subterraneus
- Planococcus sulawesi
- Planococcus taigae
- Planococcus tanzaniensis
- Planococcus vovae
- Planococcus zairensis

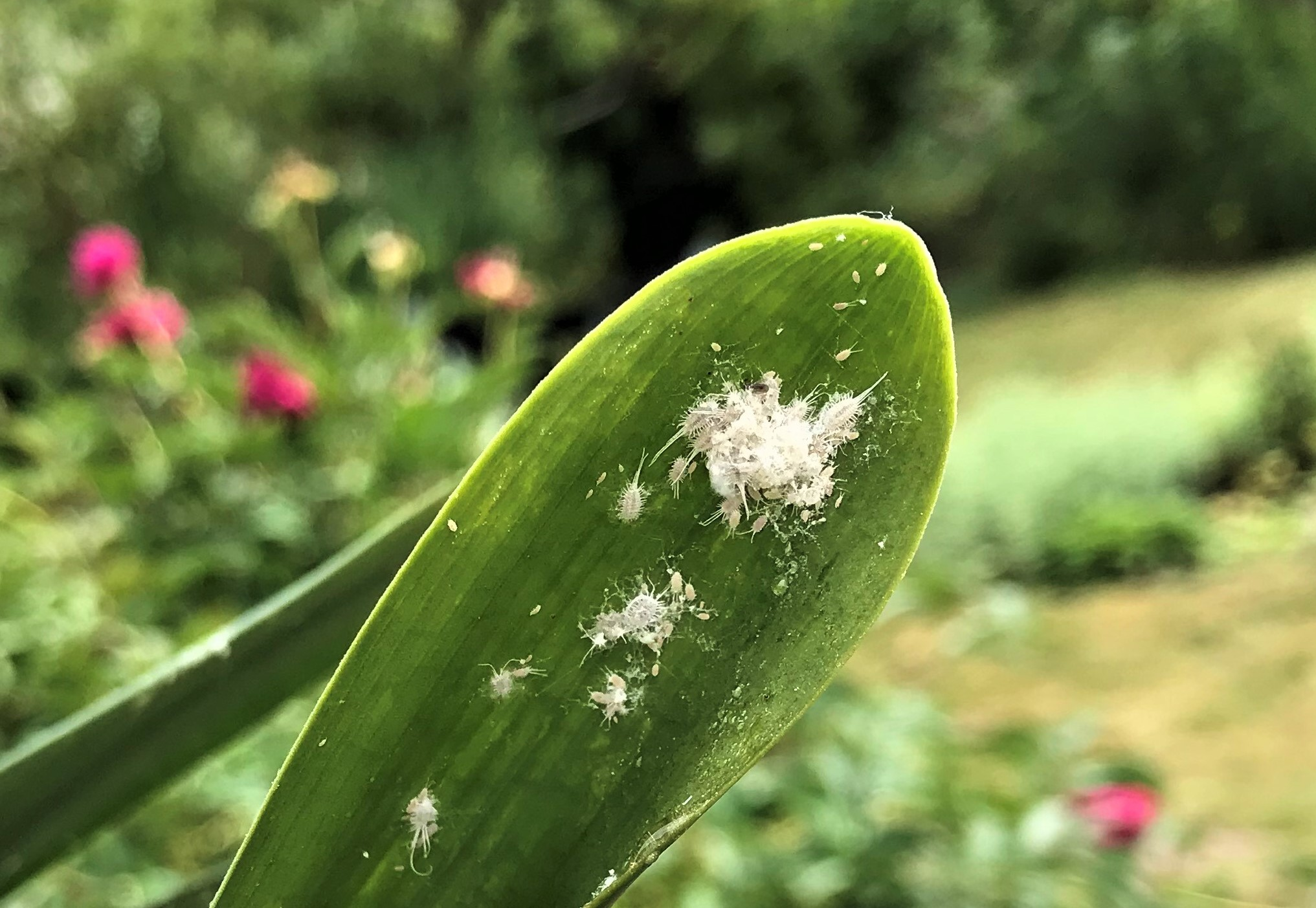
Löss i olika utvecklingsstadier på blad av mönjelilja
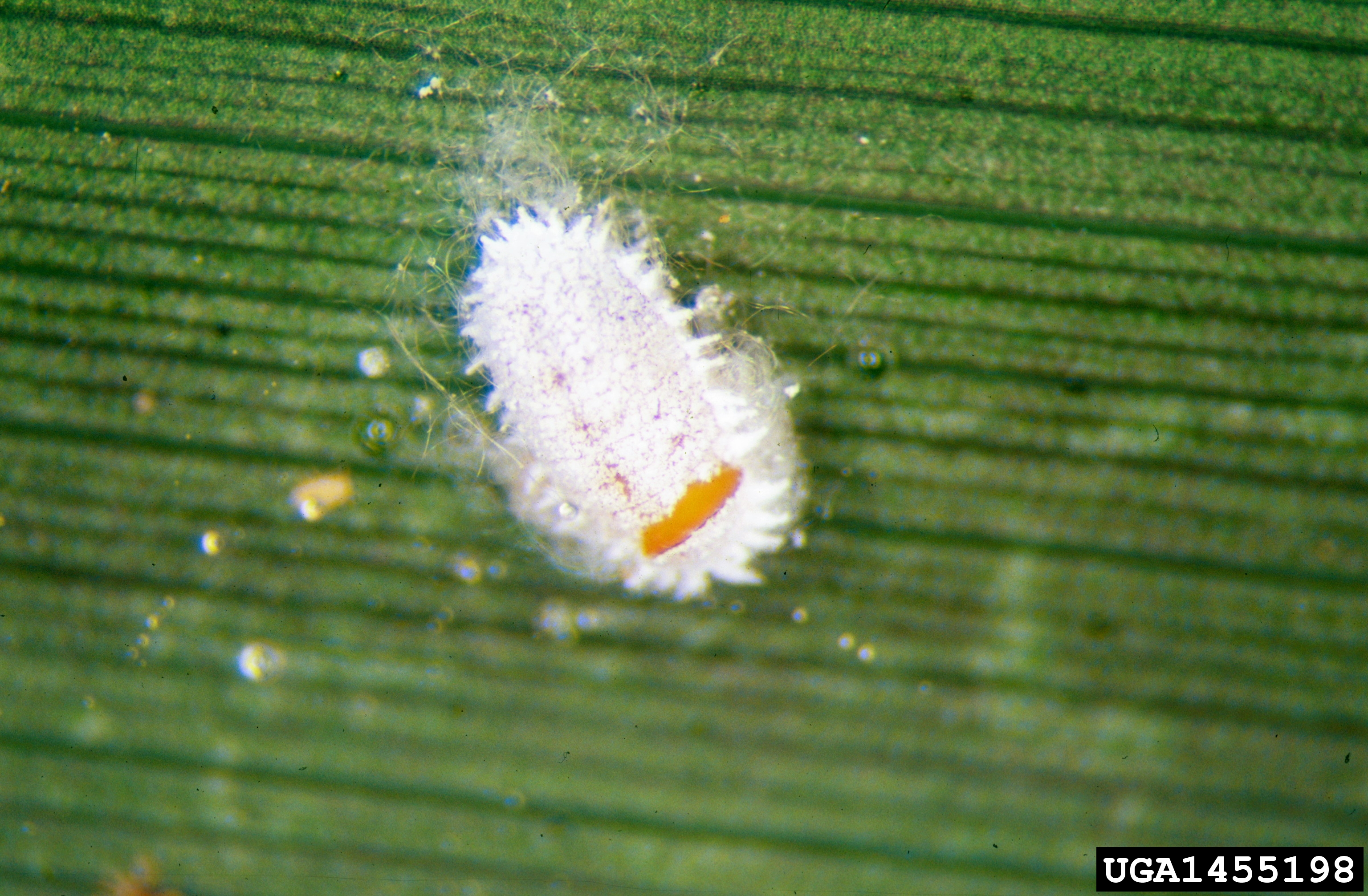
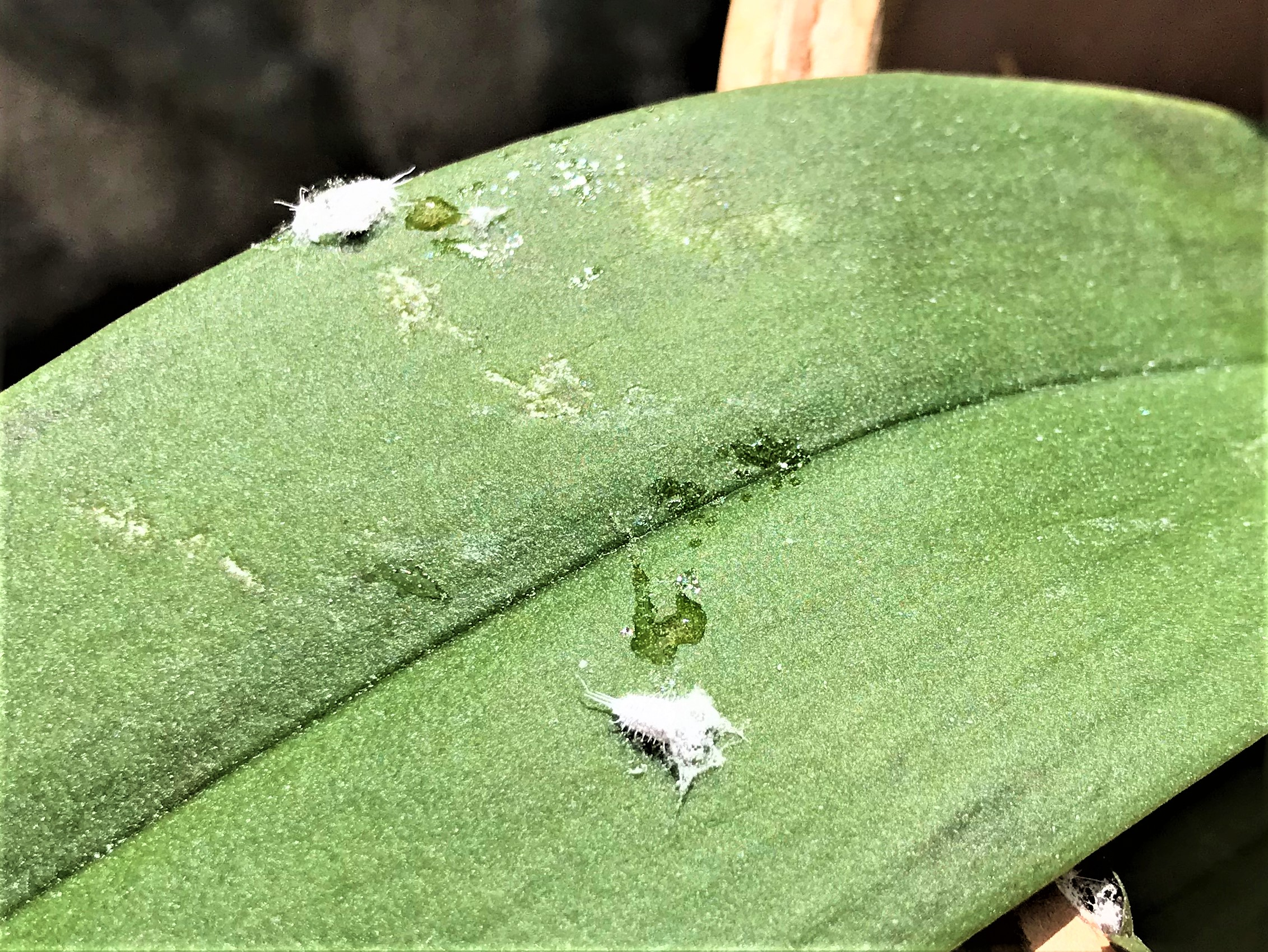
Löss och deras spillning kallad honungsdagg på blad av mönjelilja